# 제9회 골든 래즈베리상
제9회 골든 래즈베리상은 1988년 영화를 대상으로 1989년 3월에 열린 시상식이다. Hollywood Palace에서 개최되었다.

## 수상 및 후보

### 최악의 작품상
- 칵테일 수상
- 캐디쉑 2
- 신비한 말
- 내 친구는 외계인
- 람보 3

### 최악의 남우주연상
- 람보 3 - 실베스타 스탤론 수상
- 칵테일 - 톰 크루즈
- 신비한 말 - 밥 골드웨이트
- 캐디쉑 2 - 재키 메이슨
- 차단자 - 버트 레이놀즈
- 핫 뉴스 - 버트 레이놀즈

### 최악의 여우주연상
- 미스터 아더 2 - 라이자 미넬리 수상
- 차단자 - 라이자 미넬리 수상
- 그리고 신은 여자를 창조했다 - 레베카 드 모네이
- THE TELEPHONE - 우피 골드버그
- 엘비라 - Cassandra Peterson

### 최악의 남우조연상
- 캐디쉑 2 - 댄 애크로이드 수상
- 액션 잭슨 - 베니티
- 윌로우 - 빌리 바티
- 람보 3 - 리처드 크레나
- 그리스도 최후의 유혹 - 하비 케이틀
- 핫 뉴스 - 크리스토퍼 리브
- 말괄량이 삐삐 - 에일린 브레넌

### 최악의 여우조연상
- 투 문 정션 - 크리스티 맥니콜 수상
- 유령 호텔 - 대릴 한나
- 할리우드 차차차 - 마리엘 헤밍웨이
- 폴더가이스트 3 - Zelda Rubinstein

### 최악의 감독상
- 할리우드 차차차 - 블레이크 에드워즈 수상
- 내 친구는 외계인 - 스튜어트 래필 수상
- 신비한 말 - 마이클 딘너
- 칵테일 - 로저 도널드슨
- 람보 3 - 피터 맥도널드

### 최악의 각본상
- 칵테일 수상
- 신비한 말
- 내 친구는 외계인
- 람보 3
- 윌로우

### 최악의 신인상
- 내 친구는 외계인 - Ronald McDonald 수상
- 신비한 말 - Don(말하는 말)
- 말괄량이 삐삐 - 타미 에린
- SALSA - Robby Rosa
- 투혼 - 장 끌로드 반담

### 최악의 주제가상
- 캐디쉑 2 - Jack Fresh 수상
- 죠니 비 굿 - Skintight
- 나이트메어 4 - 꿈의 지배자 - Therapist

## 같이 보기
- 제61회 아카데미상
- 제42회 영국 아카데미 영화상
- 제46회 골든 글로브상